# Малый Куртал
Малый Куртал — деревня в Сладковском районе Тюменской области России. Входит в состав Менжинского сельского поселения.

## История
До 1917 года входила в состав Усовской волости Ишимского уезда Тюменской губернии. По данным на 1926 год состояла из 124 хозяйства. В административном отношении входила в состав Рождественского сельсовета Сладковского района Ишимского округа Уральской области.

## Население
| 2010 |
| ---- |
| 85   |

По данным переписи 1926 года в деревне проживало 484 человека (246 мужчин и 238 женщин), в том числе: русские составляли 96 % населения, немцы — 2 %.
Согласно результатам переписи 2002 года, в национальной структуре населения русские составляли 49 %, казахи — 51 % из 141 человек.